# ایوانا، باتانز
ایوانا، باتانز (به لاتین: Ivana, Batanes) یک منطقهٔ مسکونی در فیلیپین است که در باتانس واقع شده‌است.